# Jaroslav Hutta
Jaroslav Hutta (* 2. března 1960) je bývalý slovenský fotbalista.

## Fotbalová kariéra
Hrál za SH Senica a Spartak Trnava. V československé lize nastoupil v 152 utkáních a dal 8 gólů.

## Trenérská kariéra
Jako trenér vedl FK Senica.

## Ligová bilance
| Ročník                                      | Zápasy | Góly | Klub           |
| ------------------------------------------- | ------ | ---- | -------------- |
| 1. slovenská národní fotbalová liga 1981/82 | 11     | 1    | SH Senica      |
| 1. československá fotbalová liga 1981/82    | 14     | 0    | Spartak Trnava |
| 1. československá fotbalová liga 1982/83    | 26     | 0    | Spartak Trnava |
| 1. československá fotbalová liga 1983/84    | 29     | 1    | Spartak Trnava |
| 1. slovenská národní fotbalová liga 1984/85 | 17     | 2    | SH Senica      |
| 1. slovenská národní fotbalová liga 1985/86 | 27     | 5    | SH Senica      |
| 1. slovenská národní fotbalová liga 1986/87 | 26     | 1    | SH Senica      |
| 1. československá fotbalová liga 1987/88    | 27     | 4    | Spartak Trnava |
| 1. československá fotbalová liga 1988/89    | 29     | 1    | Spartak Trnava |
| 1. československá fotbalová liga 1989/90    | 27     | 2    | Spartak Trnava |
| CELKEM 1. LIGA                              | 152    | 8    |                |